# Rossoszyca (gmina)
Rossoszyca (do 1926 Dzierzązna) – dawna gmina wiejska istniejąca w latach 1926–1954 w woj. łódzkim. Siedzibą władz gminy była Rossoszyca.
Gmina Rossoszyca powstała 18 grudnia 1926 roku w powiecie sieradzkim w woj. łódzkim, w związku z przemianowaniem gmina Dzierzązna na Rossoszyca. Po wojnie gmina zachowała przynależność administracyjną. Według stanu z 1 lipca 1952 roku gmina składała się z 7 gromad: Dzierżązna, Glinno, Kamionacz, Lasek, Mogilno, Rossoszyca i Włyń.
Jednostka została zniesiona 29 września 1954 roku wraz z reformą wprowadzającą gromady w miejsce gmin. Po reaktywowaniu gmin z dniem 1 stycznia 1973 roku gminy Rossoszyca nie przywrócono, a jej dawny obszar wszedł głównie w skład gminy Warta (jej wschodnia część) w tymże powiecie i województwie.
Zobacz też: gmina Rossosz